# 스파이 하드
《스파이 하드》(영어: Spy Hard)는 미국에서 제작된 1996년 첩보 패러디 영화이다. 감독 릭 프리드버그가 각본, 제작에도 참여하였고, 레슬리 닐슨 등이 출연하였다.
이 영화는 1996년 5월 24일 부에나 비스타 픽처스에 의해 개봉되었으며 비평가들로부터 대체로 부정 평가를 받았다. 제작비는 1,800만 달러였고 흥행 수익은 8,400만 달러였다.

## 출연
- 레슬리 닐슨 - 딕 스틸 역
- 니컬렛 셰리든 - 베로니크 우크린스키 역
- 찰스 더닝 - 국장 역
- 마샤 게이 하든 - 치버스 양 역
- 배리 보스트윅 - 노먼 콜먼 역
- 존 에일스 - 카불 역
- 앤디 그리피스 - 랭커 장군 역
- 일리아 배스킨 - 유크린스키 교수 역
- 메이슨 갬블 - 매클러키 역
- 스테퍼니 로머노프 - 빅토리아 달 / 바버라 달 역
- 레이 찰스 - 버스 운전사 역
- 헐크 호건 - 딕의 태그 팀 동료 역
- 로버트 컬프 - 사업가 역
- 파비오 란초니 - 본인 역
- 로버트 기욤 - 스티븐 비숍 역
- 팻 모리타 - 브라이언 역
- 털리사 소토 - 데지레이 모어 역
- 미스터 T - 헬리콥터 조종사 역
- 앨릭스 트러벡 - 에이전시 녹음기 음성 역 (목소리)
- 테일러 네그론 - 페인터 역
- 클라이드 쿠사추 - 노긴 역
- 커티스 암스트롱 - 페이스트리 셰프 역
- 마이클 베리먼 - 산소 마스크를 착용한 남성 역
- 스티븐 버로스 - 버로스 요원 역
- 에디 디즌 - 침을 맞는 랭커의 경호원 역
- 브래드 개릿 - 키가 작은 캥커의 경호원 역 (목소리)
- 브루스 그레이 - 대통령 역
- 존 커시어 - 랭커의 인터콤 경호원 역
- 투이 뜨랑 - 하와이풍으로 입은 종업원 역
- 알렉산드라 폴 - 접이식 침대의 여성 역
- 앙엘라 피서르 - 매력적인 금발 여성 역
- "위어드 앨" 얭커빅 - 본인 역 (크레디트 미기재)

## 기타 제작진
- 배역: 펀 챔피언
- 의상: 톰 브론슨
- 타이틀 디자인: "위어드 앨" 얭커빅

## 우리말 녹음
KBS 성우진 (1999년 6월 12일)
- 김병관 - 스틸 (레슬리 닐슨)
- 유남희 - 베로니크 (니컬렛 셰리든)
- 조달호
- 설영범
- 송연희
- 김정애
- 김태웅
- 김순영
- 박미선
- 성완경
- 석원희